# Moni Ikuvalu
Moni Ikuvalu Fanua (* 27. September 2000) ist eine ehemalige amerikanisch-samoanische Handballspielerin, die in der Disziplin Beachhandball Nationalspielerin Amerikanisch-Samoas war.

## Karriere

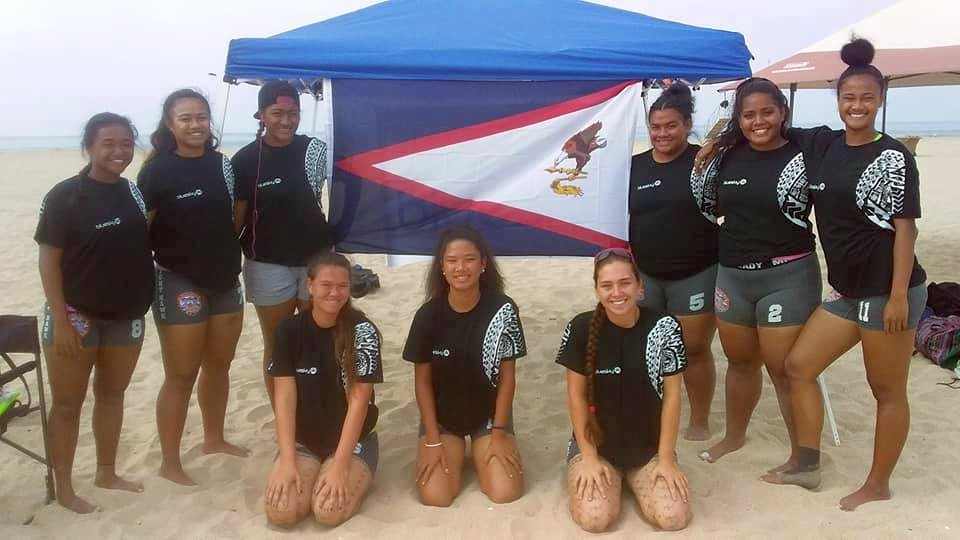
Ikuvalu (stehend Zweite von rechts) und ihre Teamkameradinnen beim SoCal Cup 2018

Moni Ikuvalu wurde 2018 Mitglied der Nationalmannschaft ihres Verbandes. Sie debütierte bei den Ozeanienmeisterschaften des Jahres in Glenelg und war damit Gründungsmitglied der Nationalmannschaft des Landes. Zwar unterlag die Mannschaft erwartungsgemäß der stärksten Mannschaft des Kontinents, Australien, doch konnte man Neuseeland besiegen und damit bei der kontinentalen Meisterschaft, die erstmals aus mehr Nationen als Australien und Neuseeland bestand, den zweiten Rang belegen und die Silbermedaille gewinnen. Im Vorlauf zur Teilnahme an den Olympischen Jugend-Sommerspielen 2018 in Buenos Aires machte die Mannschaft eine USA-Tour und nahm dort als normale Mannschaft an verschiedenen Turnieren teil. Beim prestigeträchtigsten Turnier in Nordamerika, dem SoCal Cup in Huntington Beach, belegte die Mannschaft den vierten Rang, die Boston Beach handball Championships 2018, gewann Ikuvalu mit ihrer Mannschaft. Da für die Olympischen Jugend-Sommerspiele nur neun Spielerinnen nominiert werden durften, musste eine Spielerin aus dem zehn Spielerinnen umfassenden Vorbereitungskader gestrichen werden. Die Spielerin, die es schließlich traf, war Ikuvalu. Seitdem bestritt sie keine Spiele mehr für den Amerikanisch-Samoanischen Handballverband.

## Einzelbelege
1. ↑  Biggest ever Australian Beach Handball Open Club Championship a success. In: Handball Australia. 28. Februar 2018, abgerufen am 3. November 2022 (amerikanisches Englisch).
2. ↑  Our beach handball team to Argentina 2018 (englisch)
3. ↑  SoCal Beach Handball Championship 2018 – US Beach Handball Tour. Abgerufen am 27. August 2020.
4. ↑  Great success for the first edition of the BTH Beach Handball Tournament! – Boston Team Handball. Abgerufen am 27. August 2020 (amerikanisches Englisch).

| Personendaten    | Personendaten                                   |
| ---------------- | ----------------------------------------------- |
| NAME             | Ikuvalu, Moni                                   |
| ALTERNATIVNAMEN  | Ikuvalu Fanua, Moni (vollständiger Name)        |
| KURZBESCHREIBUNG | amerikanisch-samoanische Beachhandballspielerin |
| GEBURTSDATUM     | 27. September 2000                              |